# Arboretum Kalsnava
Das Kalsnava Arboretum (lettisch Kalsnavas arborētums) ist ein Arboretum in der Gemeinde Kalsnava, im lettischen Bezirk Madona. Das Arboretum liegt ca. 150 km südöstlich der lettischen Hauptstadt Riga, die nächstgrößere Stadt ist Jekabpils, das etwa 25 km südlich liegt.

## Geschichte
Das Arboretum wurde 1975 von der staatlichen Forst-Forschungseinrichtung Silava eingerichtet. Zweck des Projektes war es, das Gebiet für die Einführung und Anpassung von exotischen Baum und Straucharten zu nutzen. In den folgenden Jahren wurden Bäume und Sträucher aus unterschiedlichen Teilen der Welt im Arboretum angepflanzt.
Inzwischen beherbergt das Arboretum über 45.000 Pflanzen, die sich auf 2500 unterschiedliche Arten verteilen, darunter einen Amerikanischen Tulpenbaum (Liriodendron tulipifera), einen Virginischen Schneebaum (Chionanthus virginicus) und eine Kobushi-Magnolie (Magnolia kobus).

## Tourismus
Das Arboretum ist öffentlich zugänglich und verfügt über ein Informationszentrum und einen Aussichtsturm, Interessierte können auch geführte Touren buchen.